# Olympische Sommerspiele 2000/Teilnehmer (Dominica)
| Gelbes Symbol für Goldmedaillen mit stilisierten Olympischen Ringen | Graues Symbol für Silbermedaillen mit stilisierten Olympischen Ringen | Braundes Symbol für Bronzemedaillen mit stilisierten Olympischen Ringen |
| ------------------------------------------------------------------- | --------------------------------------------------------------------- | ----------------------------------------------------------------------- |
| —                                                                   | —                                                                     | —                                                                       |

Dominica nahm an den Olympischen Sommerspielen 2000 in Sydney, Australien, mit einer Delegation aus vier Athleten (je zwei Männer und Frauen) teil. Es war ihre zweite Teilnahme an Olympischen Sommerspielen. Medaillen konnte man nicht gewinnen. Fahnenträger war Marcia Daniel.

## Übersicht der Teilnehmer

### Leichtathletik
Männer
- Sherwin James
200 m: 22,40 s (nicht für die nächste Runde qualifiziert)

Frauen
- Marcia Daniel
400 m: 58,20 s (nicht für die nächste Runde qualifiziert)

### Schwimmen
Männer
- Kenneth Maronie
50 m Freistil: 26,65 s (nicht für die nächste Runde qualifiziert)

Frauen
- Francilia Agar
50 m Freistil: 32,22 s (nicht für die nächste Runde qualifiziert)